# Johann Schulz (Schwimmer)
Johann Schulz (* unbekannt; † 1942) war ein deutscher Schwimmer.

## Biografie
Johann Schulz nahm an den Olympischen Sommerspielen 1928 in Amsterdam teil. Im Wettkampf über 100 m Rücken schied er im Vorlauf aus. Er starb 1942. Es wird vermutet, dass er im Zweiten Weltkrieg starb, dies ist jedoch nicht belegt.